# Cycas lane-poolei
Cycas lane-poolei é uma espécie de cicadófita do género Cycas da família Cycadaceae, nativa da Austrália Ocidental. Segundo dados de 2010, a população encontra-se estável.